# Карасу (Актогайський район, Карагандинська область)
Карасу́ (каз. Қарасу) — село у складі Актогайського району Карагандинської області Казахстану. Входить до складу Карабулацького сільського округу.
Населення — 95 осіб (2021; 227 у 2009, 347 у 1999, 363 у 1989).
Національний склад станом на 1989 рік:
- казахи — 100 %.

У радянські часи село називалось також Карашенгель.